# Нільпотентна алгебра Лі
В математиці, алгебра Лі називається нільпотентною якщо її нижній центральний ряд зрештою стає рівним нулю. Він є Лі алгебраїчним аналогом нільпотентних груп.

## Означення
Нехай {\displaystyle {\mathfrak {g}}} — алгебра Лі. Тоді {\displaystyle {\mathfrak {g}}} називається нільпотентною якщо нижній центральний ряд рівний нулю починаючи з деякого члена, тобто якщо {\displaystyle {\mathfrak {g}}_{n}=0} для деякого n ∈ ℕ.
А саме 
{\displaystyle [X_{1},[X_{2},[\cdots [X_{n},Y]\cdots ]]=\mathrm {ad} _{X_{1}}\mathrm {ad} _{X_{2}}\cdots \mathrm {ad} _{X_{n}}Y\in {\mathfrak {g}}_{n}=0}
{\displaystyle \forall X_{1},X_{2},\ldots ,X_{n},Y\in {\mathfrak {g}},\qquad (1)}
тож adX1adX2 ⋅⋅⋅ adXn = 0.

## Еквівалентні означення
Наслідком означення (1) є те, що
{\displaystyle [X,[X,[\cdots [X,Y]\cdots ]={\mathrm {ad} _{X}}^{n}Y\in {\mathfrak {g}}_{n}=0\quad \forall X,Y\in {\mathfrak {g}}.\qquad (2)}
Тому (adX)n = 0 для всіх {\displaystyle X\in {\mathfrak {g}}}.  Тобто, adX є нільпотентним ендоморфізмом. Такий елемент x в {\displaystyle {\mathfrak {g}}}  називається ad-нільпотентним.  
Навпаки, якщо {\displaystyle {\mathfrak {g}}} є скінченновимірною, умова (2) є еквівалентною умові (1), згідно теореми Енгеля
Алгебра Лі {\displaystyle {\mathfrak {g}}} є нільпотентною тоді і тільки тоді коли {\displaystyle {\mathfrak {g}}} є ad-нільпотентною.
Іншою еквівалентною умовою нільпотентності {\displaystyle {\mathfrak {g}}} є:  {\displaystyle {\mathfrak {g}}} є нільпотентною тоді і тільки тоді коли {\displaystyle \mathrm {ad} \,{\mathfrak {g}}} є нільпотентною алгеброю Лі. Це випливає з того що на основі (1) {\displaystyle \mathrm {ad} \,{\mathfrak {g}}} є нільпотентною, оскільки (n − 1) вкладені дужки Лі будуть мати форму, як в (1). Навпаки
{\displaystyle [[\cdots [[X_{n},X_{n-1}],\cdots ,X_{2}],X_{1}]=\mathrm {ad} [\cdots [X_{n},X_{n-1}],\cdots ,X_{2}](X_{1}),} і оскільки ad є гомоморфізмом алгебр Лі,
{\displaystyle {\begin{aligned}\mathrm {ad} [\cdots [X_{n},X_{n-1}],\cdots ,X_{2}]&=[\mathrm {ad} [\cdots [X_{n},X_{n-1}],\cdots X_{3}],\mathrm {ad} _{X_{2}}]\\&=\ldots =[\cdots [\mathrm {ad} _{X_{n}},\mathrm {ad} _{X_{n-1}}],\cdots \mathrm {ad} _{X_{2}}].\end{aligned}}}
Якщо {\displaystyle \mathrm {ad} \,{\mathfrak {g}}} є нільпотентною, останній вираз рівний 0 для достатньо великих n, і відповідно це ж справедливо і для першого виразу. Але звідси отримується (1), тож алгебра {\displaystyle {\mathfrak {g}}} є нільпотентною.  

## Приклади
- Нехай {\displaystyle V} є скінченновимірним векторним простором над полем {\displaystyle K} і {\displaystyle F=\{V_{i}\}} — прапор векторних підпросторів. Підалгебра {\displaystyle {\mathfrak {n}}(F)=\{x\in {\mathfrak {gl}}(V)|xV_{i}\subset V_{i-1},\;\;\forall V_{i}\}} алгебри {\displaystyle {\rm {gl}}_{k}} є нільпотентною алгеброю Лі. Якщо на просторі {\displaystyle V} ввести базис, що узгоджується з {\displaystyle F} то елементи алгебри {\displaystyle {\mathfrak {n}}(F)} визначаються верхніми трикутними матрицями з нулями на головній діагоналі.  Якщо прапор є повним то відповідною алгеброю буде алгебра всіх верхніх трикутних матриць над полем {\displaystyle K} розмірності n, що позначається {\displaystyle {\mathfrak {n}}(n,K).} Довільна скінченновимірна нільпотентна алгебра Лі є ізоморфною підалгебрі {\displaystyle {\mathfrak {n}}(n,K)} для деякого n.
- {\displaystyle {\mathfrak {n}}(3,K)} з точністю до ізоморфізмів є єдиною неабелевою нільпотентною алгеброю Лі розмірності 3.
- Якщо алгебра Лі {\displaystyle {\mathfrak {g}}} має автоморфізм простого періоду без нерухомих точок за винятком 0, тоді {\displaystyle {\mathfrak {g}}} є нільпотентною.
- Алгебра Гейзенберга є нільпотентною.

## Властивості
- Кожна нільпотентна алгебра є розв'язною. Ця властивість є корисною для доведення розв'язності оскільки перевірка нільпотентності зазвичай є простішою. Обернене твердження загалом не є правильним. Наприклад алгебра {\displaystyle {\mathfrak {gl}}(k,\mathbb {R} )} (k ≥ 2), що складається з верхніх трикутних матриць є розв'язною але не нільпотентною.
- Якщо алгебра Лі {\displaystyle {\mathfrak {g}}} є нільпотентною то її підалгебри, гомоморфні образи, факторалгебри, центральні розширення і скінченні прямі суми є нільпотентними.
- Якщо факторалгебра {\displaystyle {\mathfrak {g}}/Z({\mathfrak {g}})}, де {\displaystyle Z({\mathfrak {g}})} є центром {\displaystyle {\mathfrak {g}}}, є нільпотентною, то нільпотентною є і алгебра {\displaystyle {\mathfrak {g}}}.
- Теорема Енгеля: Алгебра Лі {\displaystyle {\mathfrak {g}}} є нільпотентною тоді і тільки тоді коли для всі елементи алгебри {\displaystyle {\mathfrak {g}}} є ad-нільпотентними. Більш загально для довільного скінченновимірного представлення {\displaystyle \rho } нільпотентної алгебри Лі {\displaystyle {\mathfrak {g}}} для якого {\displaystyle \rho (X)} є нільпотентним для всіх {\displaystyle X\in {\mathfrak {g}}} існує такий повний прапор, що {\displaystyle \rho ({\mathfrak {g}})\subset {\mathfrak {n}}(F).}
- Узагальненням попередньої властивості є теорема Цасенгауза, згідно якої для довільного скінченновимірного представлення {\displaystyle \rho } у векторному просторі над алгебраїчно замкнутим полем нільпотентної алгебри Лі {\displaystyle {\mathfrak {g}}} простір {\displaystyle V} на якому визначене представлення розкладається на пряму суму підпросторів обмеження {\displaystyle \rho } на кожному з яких є сумою скалярного і нільпотентного лінійних операторів.
- Форма Кіллінга нільпотентної алгебри Лі рівна 0. Більш загально для довільної скінченновимірної алгебри Лі її нільпотентний ідеал є ортогональним до всієї алгебри відносно форми Кіллінга.
- Нільпотентна алгебра Лі має зовнішні автоморфізми, тобто автоморфізми які не є образами відображення Ad.
- Для скінченновимірної розв'язної алгебри Лі {\displaystyle {\mathfrak {g}}} над полем характеристики 0 {\displaystyle [{\mathfrak {g}},{\mathfrak {g}}]} є нільпотентною алгеброю.
- Для довільної нільпотентної алгебри Лі розмірності більшої 1 корозмірність її комутатора {\displaystyle \operatorname {codim} \;[{\mathfrak {g}},{\mathfrak {g}}]\geqslant 2.} Зокрема якщо {\displaystyle \operatorname {dim} \;{\mathfrak {g}}\leqslant 2,} то {\displaystyle {\mathfrak {g}}} є абелевою.
- В довільній скінченновимірній алгебрі Лі {\displaystyle {\mathfrak {g}}} існує найбільший нільпотентний ідеал, що називається нільрадикалом. У полі характеристики 0 нільрадикал складається з елементів {\displaystyle X\in {\mathfrak {g}}} для яких {\displaystyle \operatorname {ad} _{X}} є нільпотентним лінійним перетворенням.
- Іншим важливим нільпотентним ідеалом є нільпотентний радикал, що за означенням рівний перетину ядер скінченновимірних незвідних представлень алгебри {\displaystyle {\mathfrak {g}}}. Якщо {\displaystyle {\mathfrak {r}}} — радикал алгебри {\displaystyle {\mathfrak {g}}} (тобто максимальний розв'язний ідеал) то нільпотентний радикал рівний {\displaystyle {\mathfrak {n}}=[{\mathfrak {g}},{\mathfrak {r}}]=[{\mathfrak {g}},{\mathfrak {g}}]\cap {\mathfrak {r}}.}Факторалгебра {\displaystyle {\mathfrak {g}}/{\mathfrak {n}}} є редуктивною алгеброю Лі і {\displaystyle {\mathfrak {n}}} є мінімальним із ідеалів для яких виконується ця умова.
- Якщо {\displaystyle V} — скінченновимірний векторний простір над полем характеристики 0 то довільна нільпотентна підалгебра Лі {\displaystyle {\mathfrak {g}}\subset {\mathfrak {gl}}(V)} записується як {\displaystyle {\mathfrak {g}}={\mathfrak {a}}+{\mathfrak {n}}}, де {\displaystyle {\mathfrak {a}},{\mathfrak {n}}} — ідеали, що складаються відповідно з напівпростих і нільпотентних елементів з {\displaystyle {\mathfrak {g}}}.